# Микрофон је ваш
„Микрофон је ваш” је југословенски ТВ музички филм из 1963, године који је режирап Александар Ђорђевић.

## Улоге
| Глумац                     | Улога        |
| -------------------------- | ------------ |
| Властимир Ђуза Стојиљковић | Конферансије |
| Љубиша Бачић               |              |
| Мића Орловић               |              |
| Дубравка Нешовић           |              |
| Михајло Бата Паскаљевић    |              |
| Василија Радојчић          |              |
| Олга Станисављевић         |              |